# Diepold Ziegler
Diepold Ziegler OSB (* 19. März 1728 in Penting; † 21. November 1801 in Ensdorf) war Schriftsteller und Abt.

## Leben
Nach dem Besuch der Gymnasialklassen in Regensburg trat der Wirts- und Bauernsohn 1751 in das Kloster Reichenbach am Regen ein und legte am 8. Dezember 1752 die Profess ab. Bereits 1753 wurde er zum Priester geweiht. Er studierte im Schottenkloster St. Jakob Regensburg Philosophie, um ab 1756 als Professor für Philosophie der Bayerischen Benediktinerkongregation in Kloster Scheyern, dann in Kloster Benediktbeuern zu wirken, wo er dann bis 1766 Theologie, ab 1765 insbesondere die Heilige Schrift lehrte. Nachdem er 1766 erkrankt war, hatte er statt der Lehrtätigkeit 1767 die Pfarrei Wall zu versehen, bis er als Abtprior in Kloster Reichenau zurückbeordert wurde. Am 18. Januar 1773 postulierten ihn die Benediktiner im Kloster Ensdorf zum Abtprälaten. Er verbesserte die dortigen Landschulen, führte im Gottesdienst den deutschen Kirchengesang ein, baute die Bibliothek und die Studienmöglichkeiten aus, verbesserte die Klosterökonomie und errichtete neue Gebäude. Insbesondere errichtete er ein Pädagogium für die Heranbildung von Volksschullehrern. Nach seinem Tod wurde von der Regierung eine neuerliche Abtwahl untersagt, so dass er der letzte Abt des Klosters Ensdorf vor dessen Aufhebung am 25. Januar 1802 war.

## Werk
Sein wissenschaftliches Interesse lag insbesondere in der Mathematik, der Geschichte und der Diplomatik, wozu er jeweils mehrere Abhandlungen verfasste, die aber nicht im Druck erschienen. Bekannter sind seine Schriften:
- Positiones theol. ex tractatu de sacramentis in genere spectatis, et de tribus in specie, baptismo, confirmatione , 1755
- Dei existentis, ejusque immensae artis, ac ineffabilis providentiae ac bonitatis testimonia in corpore humano conspicua, Monast. Tegernseensis, 1761 (Dissertation)
- Theses ex tractatu de incarnatione, 1764 (Dissertation)
- Gebet- und Unterrichtsbuch für die Mitglieder der Ensdorfischen Fronleichnam- und Scapulierbruderschaft, Sulzbach